# Soul Love (アルバム)
『Soul Love』（ソウル・ラヴ）は、岡本真夜8枚目のオリジナル・アルバム。2006年12月6日に発売。

## 解説
avex ioでの最後の作品となった。

## 収録曲
全曲作詞・作曲：岡本真夜
編曲：西垣哲二&岡本真夜（特記以外）島田昌典（2）岩瀬聡志（5.8.9）
1. 君遥か
2. 同窓会〜Dear My Friends〜
  - 先行シングル曲。TBSテレビ『噂の!東京マガジン』エンディングテーマ
3. ぬくもり
4. 足音
5. 三十路街道　まっしぐら〜社内恋愛編〜
6. 恋時雨
7. 恋路
8. Power of LOVE!
  - 日本テレビ『ラジかるッ』エンディングテーマ
9. White Christmas
10. あなただけに贈るLove song